# Aksoltan Ataýewa

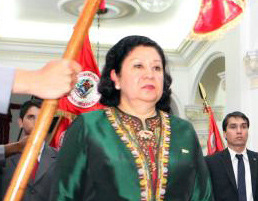
Aksoltan Töreýewna Ataýewa bei ihrem Antritt als Botschafterin in Venezuela 2014

Aksoltan Töreýewna Ataýewa  (russisch Аксолтан Тореевна Атаева; * 6. November 1944 in Aşgabat) ist eine turkmenische Politikerin und Diplomatin. Sie ist ständige Vertreterin ihres Landes bei den Vereinten Nationen sowie außerordentliche Botschafterin und Generalbevollmächtigte Turkmenistans für Kuba, Brasilien und Venezuela.

## Leben
Ataýewa absolvierte ein Medizinstudium am turkmenischen staatlichen Institut für Medizin und schloss es 1968 mit dem Titel Kandidat der Wissenschaften ab.
Nach ihrem Studium arbeitete sie im städtischen Semaschko-Krankenhaus in Aşgabat als Hals-Nasen-Ohren-Ärztin, seit 1979 als stellvertretende Chefärztin. In den Jahren 1980 bis 1985 war sie stellvertretende Leiterin der Gesundheitsbehörde auf Oblast-Ebene in Aşgabat. 1985 wurde sie stellvertretende Gesundheitsministerin, 1990 bis 1994 Gesundheitsministerin der Turkmenischen Sowjetrepublik bzw. dem seit 1991 unabhängigen Turkmenistan.
Ein knappes Jahr bekleidete sie 1994 das Amt der Sozialministerin, bevor sie Anfang 1995 Vertreterin Turkmenistans bei den Vereinten Nationen in New York wurde. 1995 war sie an der Resolution 50/80 der Generalversammlung beteiligt, betreffend die Anerkennung der permanenten Neutralität Turkmenistans.
Zusätzlich zu ihrem Amt bei den Vereinten Nationen wurde sie 2008 Botschafterin ihres Landes für Kuba, seit 2011 für Brasilien und seit Ende 2013 für Venezuela, jeweils mit Standort in New York.
Ataýewa spricht neben ihrer Muttersprache Russisch und Englisch; sie ist verheiratet und hat zwei Kinder.